# Alf Schiøttz-Christensen
Alf Krabbe Schiøttz-Christensen (født 12. februar 1909 i Nørresundby, død 6. november 1981 i Aalborg) var en dansk journalist og chefredaktør. 
Efter studentereksamen fra Aalborg Katedralskole i 1926 tog Alf Schiøttz-Christensen filosofikum året efter. Han gik derefter i lære som typograf på Aalborg Stiftstidende, hvor faderen L.A. Schiøttz-Christensen var chefredaktør. Bogtrykkeruddannelsen afsluttedes dels hos Egmont H. Petersen i København og hos London School of Printing i 1930. Derpå, i 1931, blev han bachelor i Litteraturvidenskab fra Columbia University i New York City. Han arbejdede samme år for Seattle Times og var fra 1932 til 1933 korrespondent til danske aviser fra Genève, Paris og Berlin. I 1933 vendte han hjem og blev ansat ved Aalborg Stiftstidende, hvor han fra 1940 blev chefredaktør. Under hans ledelse gik avisen fra at være en provinsavis til en af landets største aviser. Et moderne bladhus på Nytorv i Aalborg indviedes i 1967.
Virksomheden blev i 1943 omdannet til et aktieselskab, hvorved han tillige blev administrerende direktør og næstformand for bestyrelsen og formand fra 1980. Under hans ledelse blev der oprettet et særligt selskab for udgivelse af ugeaviser, Nordjyske Distriktsaviser, som han også var formand for. Sideløbende tog han del i avisverdenens organisationer og var blandt andet næstformand i Danske Dagblades Arbejdsgiverforening og vicewpræsident for den internationale bladudgiverorganisation FIEJ.
I 1965 oprettede han Aalborg Stiftstidendes Fond som han skænkede sine personlige aktier og var derved med til at fremtidssikre avisen. Fonden ejer pr. 2025 fortsat 100 procent af selskabet Nordjyske Holding A/S, der igen ejer 100 procent af Det Nordjyske Mediehus.